# Otto Künneth
Otto Künneth (* 9. August 1888 in Augsburg; † 2. Juni 1954 in Forchheim) war ein deutscher Verwaltungsjurist und Landrat.

## Leben
Nach dem Abitur am Gymnasium Fridericianum Erlangen absolvierte Otto Künneth ein Studium der Rechtswissenschaften an der Friedrich-Alexander-Universität Erlangen-Nürnberg, wo er Mitglied der musischen Studentenverbindung AMV Fridericiana Erlangen war. Am 18. Oktober 1912 promovierte er mit der Dissertation  „Die Anzeigepflicht des Versicherungsnehmers“ zum Dr. jur. Er musste Kriegsdienst leisten und legte nach dem Krieg das Große juristische Staatsexamen ab. Danach wurde er zunächst Akzessist und Assessor beim Bezirksamt Pegnitz. Am 1. Juni 1927 wurden ihm Titel und Rang eines Regierungsrats verliehen und eine Stelle als Jurist in Traunstein zugewiesen. Er wechselte zur Regierung von Oberbayern, bevor er am 16. August 1933 zum Bezirksamtsvorstand (ab 1939 Landrat) des Bezirksamtes Feuchtwangen (ab 1939 Landkreis Feuchtwangen) ernannt wurde. Künneth war zum 1. Mai 1935 in die NSDAP eingetreten (Mitgliedsnummer 3.669.118).
Im Mai 1945 wurde er seines Amtes enthoben und interniert. Im Entnazifizierungsverfahren wurde Künneth durch die Spruchkammer Forchheim als Mitläufer eingestuft, so dass er wieder eine Tätigkeit als Angestellter beim Landratsamt Forchheim aufnehmen konnte. Dort wurde er am 1. September 1950 zum Oberregierungsrat ernannt. Zum 1. September 1953 wurde er in den Ruhestand verabschiedet.